# Eksklaustracja
Eksklaustracja – zezwolenie na przebywanie zakonnika (zakonnicy) poza domem zakonnym (lub klasztorem) udzielane na ściśle określony czas (maksymalnie trzy lata). Przedłużenie eksklaustracji jest zarezerwowane dla Stolicy Apostolskiej. Indult eksklaustracyjny jest wydawany przez najwyższego przełożonego zakonnego.